# Brotherella crassipes
Brotherella crassipes är en bladmossart som beskrevs av Kyuichi Sakurai 1949. Brotherella crassipes ingår i släktet Brotherella och familjen Sematophyllaceae. Inga underarter finns listade i Catalogue of Life.